# لوفي چيرل
لوفي چيرل (ChilledCow سابقًا) هي علامة موسيقية وقناة يوتيوب فرنسية تأسست في عام 2017. تشتهر ببثها المباشر لموسيقى الهيب هوب ذات الجودة العالية على مدار 24 ساعة في اليوم، 7 أيام في الأسبوع.
تتميز القناة بنمط الرسوم المتحركة اليابانية (الأنمي) لفتاة تدرس أو تسترخي، مصحوبة بموسيقى الهيب هوب. وقد اكتسبت القناة شعبية كبيرة، حيث تضم أكثر من 13 مليون مشترك. يمكن العثور على موسيقى لوفي چيرل على منصات البث الموسيقية الرئيسية، مثل Spotify و Apple Music. كما أنها تبيع مجموعة متنوعة من السلع، مثل القمصان والقبعات والشارات. تلعب لوفي چيرل دورًا مهمًا في مشهد الموسيقى الإلكترونية. لقد ساعدت في تقديم موسيقى الهيب هوب ذات الجودة العالية إلى جمهور جديد، وأصبحت مصدر إلهام للعديد من الفنانين الشباب.